# Nybro (stad)
Nybro is de hoofdstad van de gemeente Nybro in het landschap Småland en de provincie Kalmar län in Zweden. De plaats heeft 12.598 inwoners (2005) en een oppervlakte van 1067 hectare.

## Geschiedenis
Het stadje Nybro ligt op een knooppunt van spoorwegen, waardoor de houtindustrie en weverijen konden opbloeien. Ook kleinere plaatsen aan spoorlijnen bloeiden op, zoals Alsterbro in het noorden van de huidige gemeente. De stad werd een eigen gemeente in 1879 en kreeg stadsrechten in 1932. Uit dat jaar stamt ook het stadswapen, dat de nieuwe brug (ny bro in het Zweeds) en de kruisbogen van de landstreek Södermöre combineert.

## Verkeer en vervoer
Bij de plaats lopen de Riksväg 25 en Riksväg 31.
De plaats heeft een station op de spoorlijn Göteborg - Kalmar / Karlskrona.